# Lac Quake
Le lac Quake (aussi appelé Earthquake Lake ce qui se traduit par lac du tremblement de terre) est un lac du sud-ouest de l'État du Montana aux États-Unis. Il fut créé à la suite d'un tremblement de terre ayant eu lieu le 17 août 1959. Le lac fait 58 mètres de profondeur pour une longueur de 10 km. La route nationale 287 longe le lac et donne accès à un centre pour visiteurs. Le lac est en grande partie situé à l'intérieur de la forêt nationale Gallatin National Forest.

## Le tremblement de terre
Le tremblement de terre d'une magnitude 7,3 sur l'échelle de Richter causa un glissement de terrain déplaçant 80 millions de tonnes de matière. Il s'agit du plus violent tremblement de terre qu'ait connu l'État du Montana depuis que l'on relève les mesures sismiques. Les matières se détachèrent du flanc sud de la montagne Sheep Mountain (Montagne du mouton) à une vitesse estimée de 160 km/h, tuant 28 personnes qui campaient le long du lac Hebgen. Les eaux du lac Hegben furent emportées violemment avec les terres provenant du glissement. Le barrage Hebgen a été construit en 1914. Constitué de roches, il a subi de gros dégâts à la suite du tremblement de terre mais il ne céda pas. Il fallut néanmoins plusieurs semaines pour le réparer. Les roches bouchèrent plus bas la rivière Madison et il fallut environ un mois pour que la rivière remplisse le tout nouveau lac Quake.
Un grand nombre de geysers du proche parc de Yellowstone se mirent en éruption lors du tremblement et un bon nombre de sources virent leurs eaux se colorer à la suite de l'agitation. L'armée renforça le barrage créé par le glissement pour minimiser tout nouveau risque de glissement de terrain. D'autres secousses secondaires sans conséquence apparurent les mois suivants.